# Бела вила
Бела вила је обичај, односно обред који се практикује код православног српског становништва у Великој Хочи, насељу на Косову и Метохији. Обред се практикује на трећи дан Ускрса и саставни је део обичајно-обредних радњи које се током празновања овог верског празника изводе у овом насељу.
Због значаја за очување идентитета и континуитета Срба у Великој Хочи обред Бела вила је, на предлог Института за српску културу Приштина-Лепосавић, 2017. године уврштен у Национални регистар нематеријалног културног наслеђа Србије.

## Опис обичаја
Бела вила је обичај који се у Великој Хочи практикује на трећи дан Ускрса, као саставни део сложеног комплекса колективних обичајно-обредних радњи које се изводе у склопу празновања Ускра. радње које се изводе током обреда Обред се састоји из два дела: игре која симболизује лов дивљих коња и игре која симболизује зидања града.
- Први део обреда приказује „ловце“ (група од десетак младића који глуме ловце) који младим, олисталим гранама дужине око три метра настоје да „улове дивље коње“ (група од двадесетак младића који глуме коње) и доведу их до „пијаце“, односно места где ће их „продати купцима“.
- У другом делу обреда младићи стоје у кругу, правећи телима формацију кружног облика састављену из два реда учесника – доњег и горњег, симболично „градећи град”. Учесници праве дупло коло у коме група јачих мушкараца подиже на рамена оне лакше[4] (формација слична црногорском ору). Пошто је „град изграђен“, учесници певају песму Бела вила град градила[1] Од изузетне важности да Бела вила "успе" да сазида град, јер се верује да она има утицаја на успех у будућности која се огледа не само у плодности године, већ и у другим сегментима уопштено везаним за опстанак становништва.[5]

Обреду Бела вила претходи литија и обред звани Игра паунова. Литија иде од цркве Светог Стефана до цркве Светог Јована Крститеља. Затим следи обред Игра паунова, који представља увод у Белу вилу. Током овог обреда жене у народној ношњи играју коло које се завршава „левком” кроз који све учеснице пролазе до олтара у цркви Светог Јована, где прилажу скромне поклоне цркви.

## Значај за национални идентитет
Велика Хоча представља једно од главних средишта српске духовности и културе на Косову и Метохији. Ово место се одликује великим бројем православних светиња, али и богатим културним наслеђем које је преношењем са генерације на генерацију локално српско становништво сачувало до данас. Део овог наслеђа је и обред Бела вила
Елементи обреда Беле виле срећу се и у ни неким другим подручјима на Косову, али се овај стари ускршњи обичај у целини одржао само у Великој Хочи. Део је традиције са којом се становништво овог места поистовећује, сматра га искључиво својим и са њим повезује своје постојање и континуитет на том подручју. У том смислу Бела вила је за српско становништво на овом подручју основ очувања традиције.